# Angelina Håkansson
Angelina Håkansson är en svensk skådespelare och manusförfattare, som inledde sin karriär som producent i England. 
Håkansson pitchade sin egen radioshow till Total Rock Radio i London, där hon programledde och producerade Angelina’s Journey i åtta år. Parallellt med radioprogrammet och teateruppdrag i West End, bland annat Buddy: The Buddy Holly Story, producerade Håkansson film och digitalt innehåll åt exempelvis Walt Disney, Channel 4, ViacomCBS och AOL genom sitt NMA-nominerade produktionsbolag, 12 Media Ltd. 
Vid återkomsten till Sverige anställdes Angelina Håkansson som senior filmproducent på Sitrus Agency i Stockholm, där hon blev nominerad för "Bästa Film” i Svenska Designpriset. Rollen som exekutiv producent på Creo Media Group följde, där Håkansson fortsatte att producera och regissera interna och externa kommunikationsfilmer åt några av Sveriges största företag. 
Som skådespelare har Angelina Håkansson uppmärksammats för sin roll som Anni-Frid Lyngstad i långfilmen Ted – För kärlekens skull, regisserad av Hannes Holm. Under filminspelningen korresponderade Håkansson med Lyngstad och har sagt att Abba-sångarens formuleringar gav henne en unik möjlighet att fånga Lyngstads positiva personlighet på bioduken. Håkansson har även medverkat i flertalet TV-serier och regisserats av Josephine Bornebusch, Josef Fares, David Berron med flera. Håkansson gör bland annat rollen som polisdetektiven Petra i ungdomsserien Cryptid, producerad av Viaplay.